# Ковалкин, Борис Евгеньевич
Борис Евгеньевич Ковалкин (30 января 1943—1994) — советский футболист, нападающий.
Воспитанник центральной ДЮСШ ГорОНО Ленинграда. В 1963 году дебютировал в составе «Динамо» Ленинград — провёл в мае два матча против московских «Динамо» и «Спартака». В 1964—1965 годах сыграл за команду в классе «Б» 9 матчей, забил один гол. В 1966 году играл за «Локомотив» Винница, в 1967—1968 годах — за клубную команду «Динамо», в 1969 — за «Нефтяник» Салават. В 1970—1971 годах выступал в чемпионате Ленинграда за «Шторм».
Скончался в 1994 году.